# Vegas del Genil
Vegas del Genil es un municipio español situado en la parte central de la comarca de la Vega de Granada, en la provincia de Granada. Limita con los municipios de Granada —por el distrito Ronda—, Churriana de la Vega, Cúllar Vega, Las Gabias y Santa Fe. Por su término discurre el río Genil.
El municipio vegueño es una de las treinta y cuatro entidades que componen el área metropolitana de Granada, y comprende los núcleos de población de Belicena, Ambroz, Casas Bajas, Purchil —capital municipal— y una pequeña parte de El Ventorrillo, situado en el límite con Cúllar Vega.

## Historia
Los primeros pobladores de Vegas del Genil seguramente fueron los túrdulos, parientes cercanos de los turdetanos que se encontraban al norte de la provincia de Granada. Posteriormente pasarían los fenicios, cartagineses y los romanos, asentándose estos últimos de manera estable, como demuestra la existencia una villa romana cuyo nombre es "Bellicium", la actual Belicena.

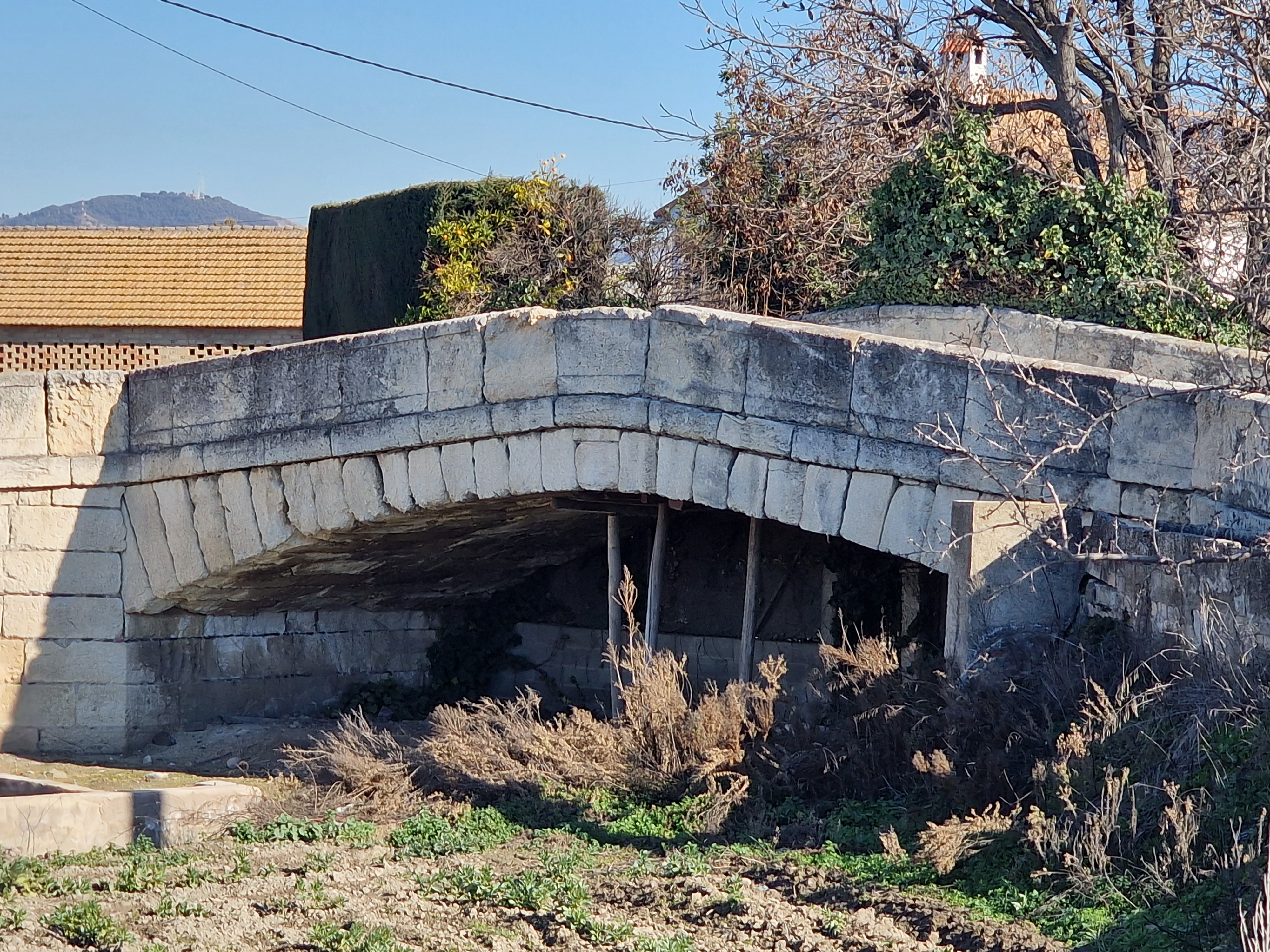
Puente Francés, situado a escasos metros de la localidad de Purchil

Tras los visigodos, con la dominación árabe de los primeros tiempos, este distrito de Granada se repobló con tropas sirias. En el siglo XI, tras las convulsiones posteriores a la disolución del Califato de Córdoba, son los bereberes los que dominan y se asientan en la zona tras una guerra civil entre sirios y almohades que comenzaron a invadir los distintos reinos de taifas del sur de la península. Durante el resto de la dominación nazarita la estabilidad se mantiene, la población morisca es de origen bereber y surge la toponimia concreta de los tres pueblos que en aquellos momentos eran lugares, alquerías a partir del siglo XIII: "Harab-Anrut" —correspondiente a Ambroz—, "Borch-Hilall" —que significa «torre de la espina» o «del alfiler», correspondiente a Purchil—, y  "Balaysena" o "Balaysana" —que aparece de los dos modos, correspondientes con Belicena—.

### Edad Moderna
Estos lugares posteriormente se repoblaron con cristianos viejos a partir de 1492 existiendo un sutil cambio en las denominaciones de los lugares, pasando a ser Bencilema, Purchilejo y Ambroz, y manteniéndose una población más o menos constante. En la Rebelión de los Moriscos hay una pragmática del rey Felipe II (1571) donde se decreta la expulsión de los que han participado en las revueltas y los que no han sido activos en la misma son trasladados hacia Ciudad Real y el Campo de Montiel, viniendo para Purchil quince nuevos colonos procedentes de Madrid, Zamora y Galicia.

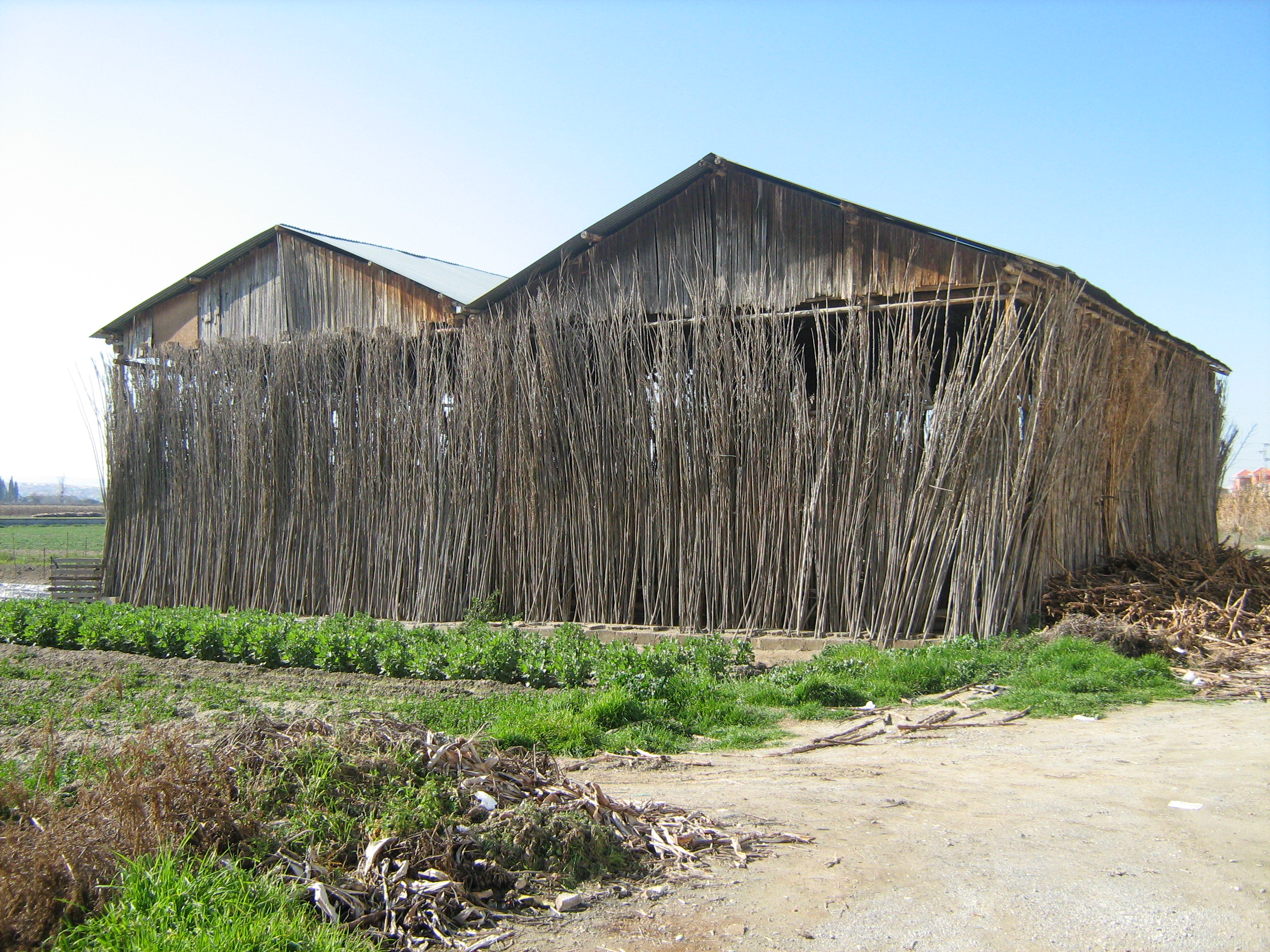
Típicos chozones de tabaco en Purchil

El primer alcalde y consejo venía de Villamanrique, y se llamaba Miguel de Cuba el Viejo. Después de la expulsión de los moriscos, las tierras de la vega se repartieron por lotes que contenían un poco de cada tipo de tierra o cultivo a cada uno de los colonos que allí había. Cuando se distribuyen los lotes a los colonos en Belicena, Purchil y Ambroz, se le imponían unos censos —tributos o impuestos— perpetuos que se pagaban en dos cuotas a lo largo del año.
En esta época, Belicena era la más poblada aunque la población se estancó y fue en Purchil y Ambroz donde se dio el mayor crecimiento, sobre todo en el siglo XVIII, motivada por la implantación del cáñamo en la Vega de Granada.

### Edad Contemporánea
A finales del siglo XIX Purchil supera los mil habitantes, Belicena está en torno a los ochocientos y Ambroz cerca de los trescientos. Después, tras varias epidemias acaecidas en la zona, la población quedó bastante mermada, pero a finales del siglo XIX, cuando se revoca el monopolio del cáñamo y comienza el auge económico de la remolacha hay un trasiego de personas que vienen desde toda la provincia.
Posteriormente, ya en el siglo XX, el tabaco, que era un nuevo cultivo procedente de América, entró a formar parte de la economía de la zona. Este cultivo se quedó como predominante hasta la primera década del siglo XXI, y ha sido característico de los paisajes de la vega, tanto por las plantaciones de tabaco, como por las construcciones de chozones —secaderos— que daban a la comarca una peculiar estampa, aunque en la actualidad predominen los cultivos del maíz y el espárrago.
Ambroz, Belicena y Purchil fueron tres municipios independientes hasta que, el 30 de abril de 1976, se fusionaron en uno solo llamado Vegas del Genil, recayendo la capitalidad municipal en el núcleo purchileño por situarse justo en mitad de los otros dos.

## Geografía
Integrado en la comarca de la Vega de Granada, se encuentra situado a 7 kilómetros de la capital provincial, a 95 de Jaén, a 165 de Almería y a 285 de Murcia. El término municipal está atravesado por la autovía A-44, que conecta el interior peninsular con la Costa Granadina.
| Noroeste: Santa Fe   | Norte: Santa Fe y Granada     | Nordeste: Granada             |
| Oeste: Santa Fe      |                               | Este: Granada                 |
| Suroeste: Las Gabias | Sur: Las Gabias y Cúllar Vega | Sureste: Churriana de la Vega |

### Clima
El clima de Vegas del Genil es de tipo mediterráneo continentalizado: fresco en invierno, con abundantes heladas; y caluroso en verano, con máximas sobre los 35 °C. La oscilación térmica es grande durante todo el año, superando muchas veces los 20 °C en un día. Las lluvias, ausentes en verano, se concentran en el invierno y son escasas durante el resto del año.
| Parámetros climáticos promedio de Vegas del Genil     | Parámetros climáticos promedio de Vegas del Genil | Parámetros climáticos promedio de Vegas del Genil | Parámetros climáticos promedio de Vegas del Genil | Parámetros climáticos promedio de Vegas del Genil | Parámetros climáticos promedio de Vegas del Genil | Parámetros climáticos promedio de Vegas del Genil | Parámetros climáticos promedio de Vegas del Genil | Parámetros climáticos promedio de Vegas del Genil | Parámetros climáticos promedio de Vegas del Genil | Parámetros climáticos promedio de Vegas del Genil | Parámetros climáticos promedio de Vegas del Genil | Parámetros climáticos promedio de Vegas del Genil | Parámetros climáticos promedio de Vegas del Genil |
| Mes                                                   | Ene.                                              | Feb.                                              | Mar.                                              | Abr.                                              | May.                                              | Jun.                                              | Jul.                                              | Ago.                                              | Sep.                                              | Oct.                                              | Nov.                                              | Dic.                                              | Anual                                             |
| ----------------------------------------------------- | ------------------------------------------------- | ------------------------------------------------- | ------------------------------------------------- | ------------------------------------------------- | ------------------------------------------------- | ------------------------------------------------- | ------------------------------------------------- | ------------------------------------------------- | ------------------------------------------------- | ------------------------------------------------- | ------------------------------------------------- | ------------------------------------------------- | ------------------------------------------------- |
| Temp. máx. media (°C)                                 | 13.0                                              | 15.3                                              | 18.6                                              | 20.1                                              | 24.6                                              | 30.0                                              | 34.4                                              | 33.9                                              | 29.4                                              | 22.7                                              | 17.2                                              | 13.5                                              | 22.7                                              |
| Temp. media (°C)                                      | 6.7                                               | 8.5                                               | 11.0                                              | 12.8                                              | 16.8                                              | 21.4                                              | 24.8                                              | 24.5                                              | 20.9                                              | 15.5                                              | 10.7                                              | 7.6                                               | 15.1                                              |
| Temp. mín. media (°C)                                 | 0.3                                               | 1.8                                               | 3.4                                               | 5.6                                               | 9.0                                               | 12.9                                              | 15.2                                              | 15.0                                              | 12.4                                              | 8.2                                               | 4.2                                               | 1.8                                               | 7.5                                               |
| Precipitación total (mm)                              | 41                                                | 38                                                | 30                                                | 38                                                | 28                                                | 17                                                | 4                                                 | 3                                                 | 16                                                | 42                                                | 48                                                | 53                                                | 357                                               |
| Fuente: Agencia Estatal de Meteorología, España (ed.) |                                                   |                                                   |                                                   |                                                   |                                                   |                                                   |                                                   |                                                   |                                                   |                                                   |                                                   |                                                   |                                                   |

## Demografía

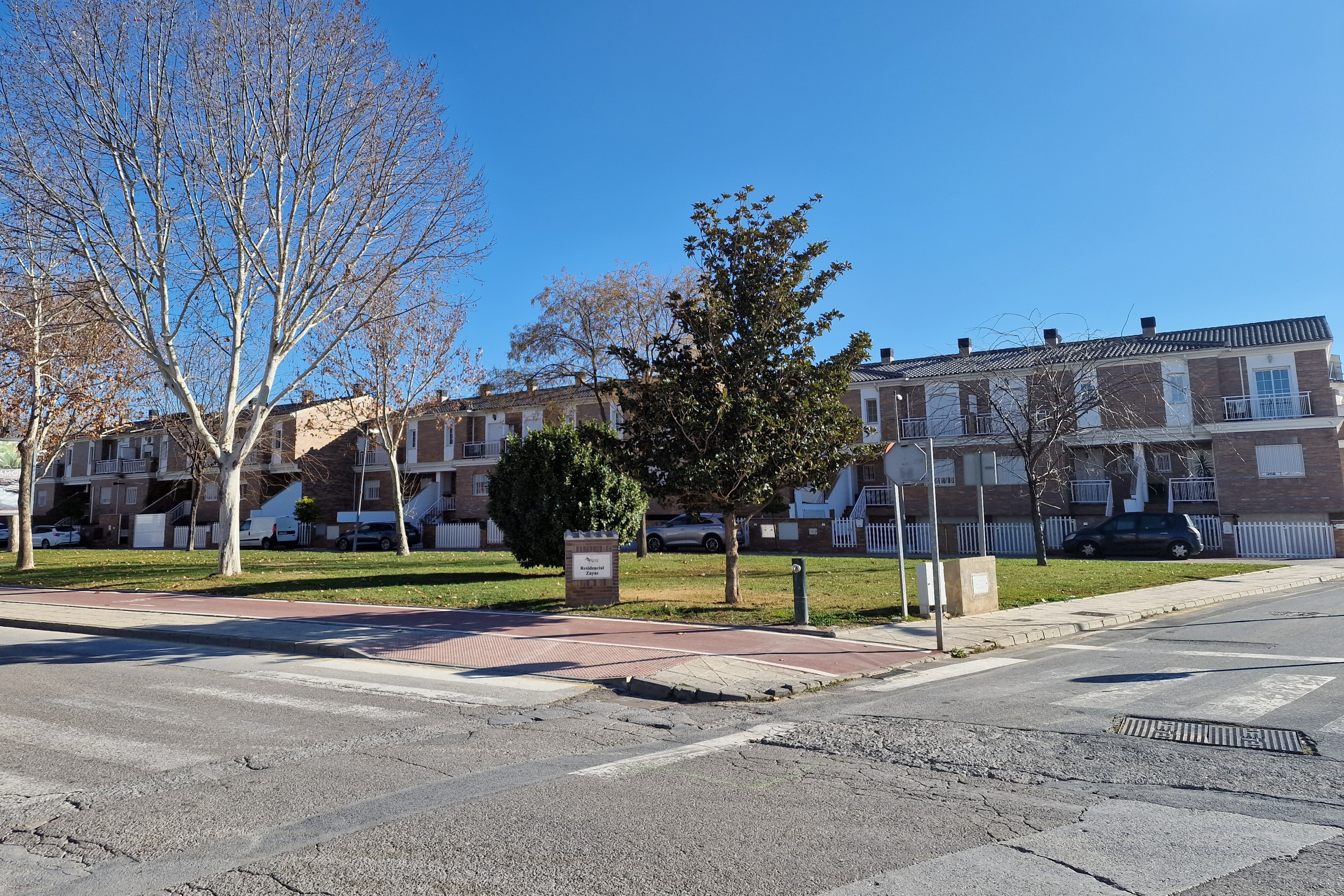
Viviendas en la localidad de Casas Bajas

En los primeros años del siglo XXI Vegas del Genil experimenta un gran crecimiento demográfico al convertirse en una ciudad dormitorio de Granada. Para ello hay que tener en cuenta la cercanía a la capital, las excelentes vías de comunicación, y un precio del suelo inferior al de otras localidades cercanas.
Cuenta con una población de 12 325 habitantes (INE 2024), que se distribuyen de la siguiente manera:
| Unidad poblacional | Hab.   |
| ------------------ | ------ |
| Belicena           | 3940   |
| Ambroz             | 3408   |
| Casas Bajas        | 2528   |
| Purchil            | 2447   |
| TOTAL              | 12 323 |

### Evolución de la población
| Gráfica de evolución demográfica de Vegas del Genil entre 1981 y 2021 |
| |
| Población de derecho según los censos de población del INE Población de hecho según los censos de población del INEEn 1976 aparece este municipio porque se fusionan los municipios Ambroz, Belicena y Purchil |

## Economía

### Evolución de la deuda viva municipal
| Gráfica de evolución de la deuda viva del Ayuntamiento de Vegas del Genil entre 2008 y 2019                                |
| |
| Deuda viva del Ayuntamiento de Vegas del Genil en miles de euros según datos del Ministerio de Hacienda y Función Pública. |

## Símbolos
Vegas del Genil cuenta con un escudo y bandera adoptados oficialmente el 16 de junio de 2004.

### Escudo
Su descripción heráldica es la siguiente:

Partido. Primero, campo de gules (rojo) sembrado de plantas de tabaco de oro (amarillo); en punta, ondas de plata (blanco) y azur (azul). Segundo, de plata, cargado de una granada, rajada y tallada, de su color. Al timbre, corona real cerrada.

Las plantas de tabaco representan este cultivo característico de la Vega. Las ondas simbolizan al río Genil. Y la granada es por su pertenencia al Reino de Granada y posterior provincia.

### Bandera
La enseña del municipio tiene la siguiente descripción:

Paño rectangular, de proporción 2/3, dividida en tres franjas verticales de igual anchura; la del centro de color blanco con una granada en sus colores al centro de la misma, y las laterales de color azul con tres franjas horizontales y ondeadas de color blanco.

## Administración y política

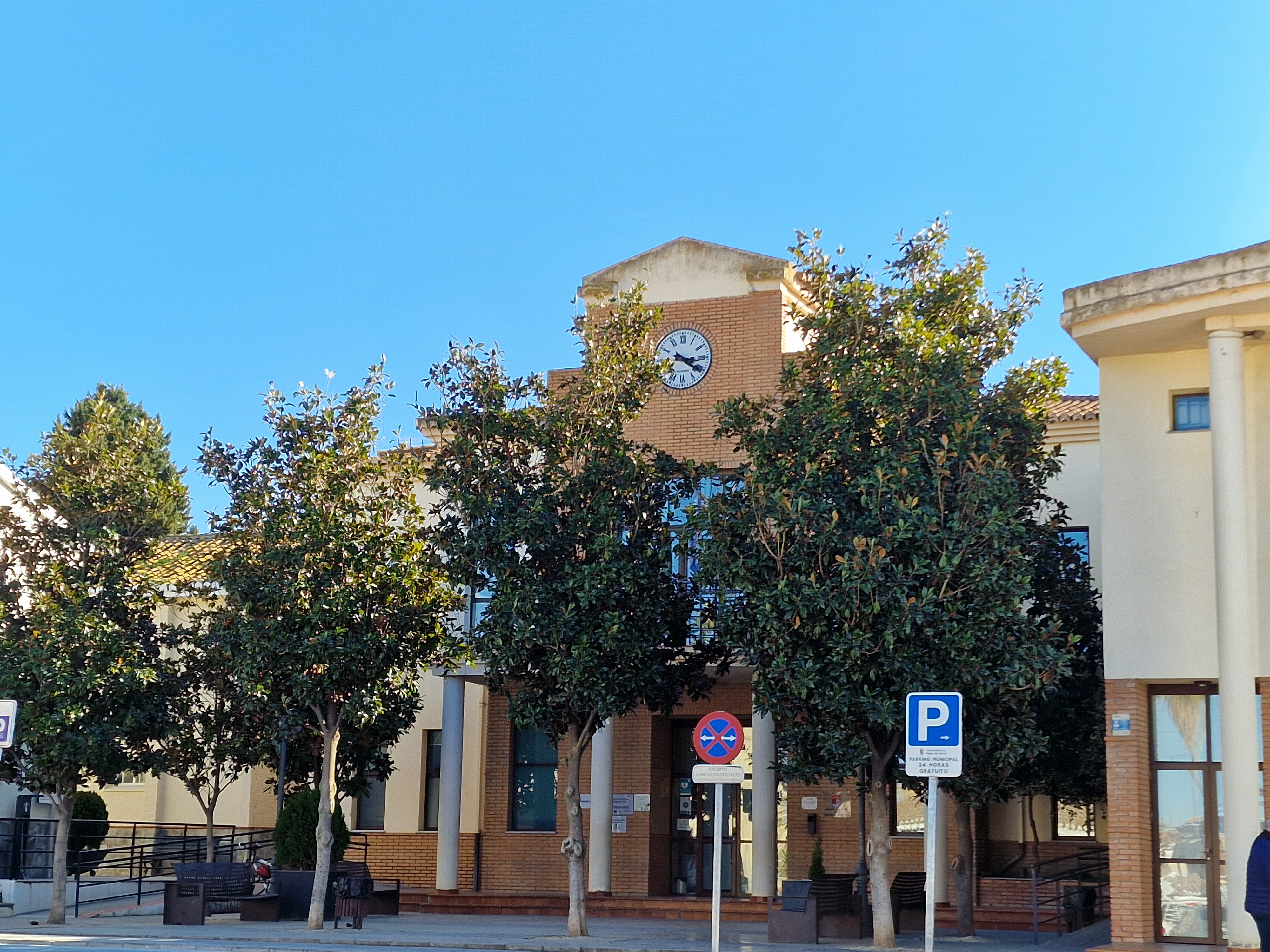
Ayuntamiento de Vegas del Genil, situado en la Glorieta del Fresno de la localidad de Purchil

Los resultados en Vegas del Genil de las últimas elecciones municipales, celebradas en mayo de 2023, son:
| Elecciones Municipales - Vegas del Genil (2023) | Elecciones Municipales - Vegas del Genil (2023) | Elecciones Municipales - Vegas del Genil (2023) | Elecciones Municipales - Vegas del Genil (2023) | Elecciones Municipales - Vegas del Genil (2023) |
| Partido político                                | Partido político                                | Votos                                           | Votos                                           | Concejales                                      |
| ----------------------------------------------- | ----------------------------------------------- | ----------------------------------------------- | ----------------------------------------------- | ----------------------------------------------- |
|                                                 | Partido Popular (PP)                            | 1925                                            | 38,38 %                                         | 7                                               |
|                                                 | Partido Socialista Obrero Español (PSOE)        | 1486                                            | 29,63 %                                         | 5                                               |
|                                                 | Izquierda Unida Para la Gente (PARA LA GENTE)   | 845                                             | 16,84 %                                         | 3                                               |
|                                                 | Vox                                             | 686                                             | 13,67 %                                         | 2                                               |

### Alcaldes
| Legislatura | Nombre                                                          | Grupo   |
| ----------- | --------------------------------------------------------------- | ------- |
| 1979-1983   | Francisco López Guerrero                                        | PCE     |
| 1983-1987   | José Pérez Santos                                               | PSOE    |
| 1987-1991   | José Martín Rodríguez                                           | AP      |
| 1991-1995   | José Martín Rodríguez                                           | PP      |
| 1995-1999   | Francisco Mendoza Pérez                                         | PSOE    |
| 1999-2003   | Francisco Mendoza Pérez                                         | PSOE    |
| 2003-2007   | Francisco Mendoza Pérez                                         | PSOE    |
| 2007-2011   | Francisco Mendoza Pérez                                         | PSOE    |
| 2011-2015   | José Aranda Rodríguez                                           | PP      |
| 2015-2019   | Alejandro Martín Romero (2015) Leandro Martín López (2015-2019) | IU PSOE |
| 2019-2023   | Leandro Martín López                                            | PSOE    |
| 2023-act.   | María del Carmen Ros Moreno                                     | PP      |

## Comunicaciones

### Carreteras

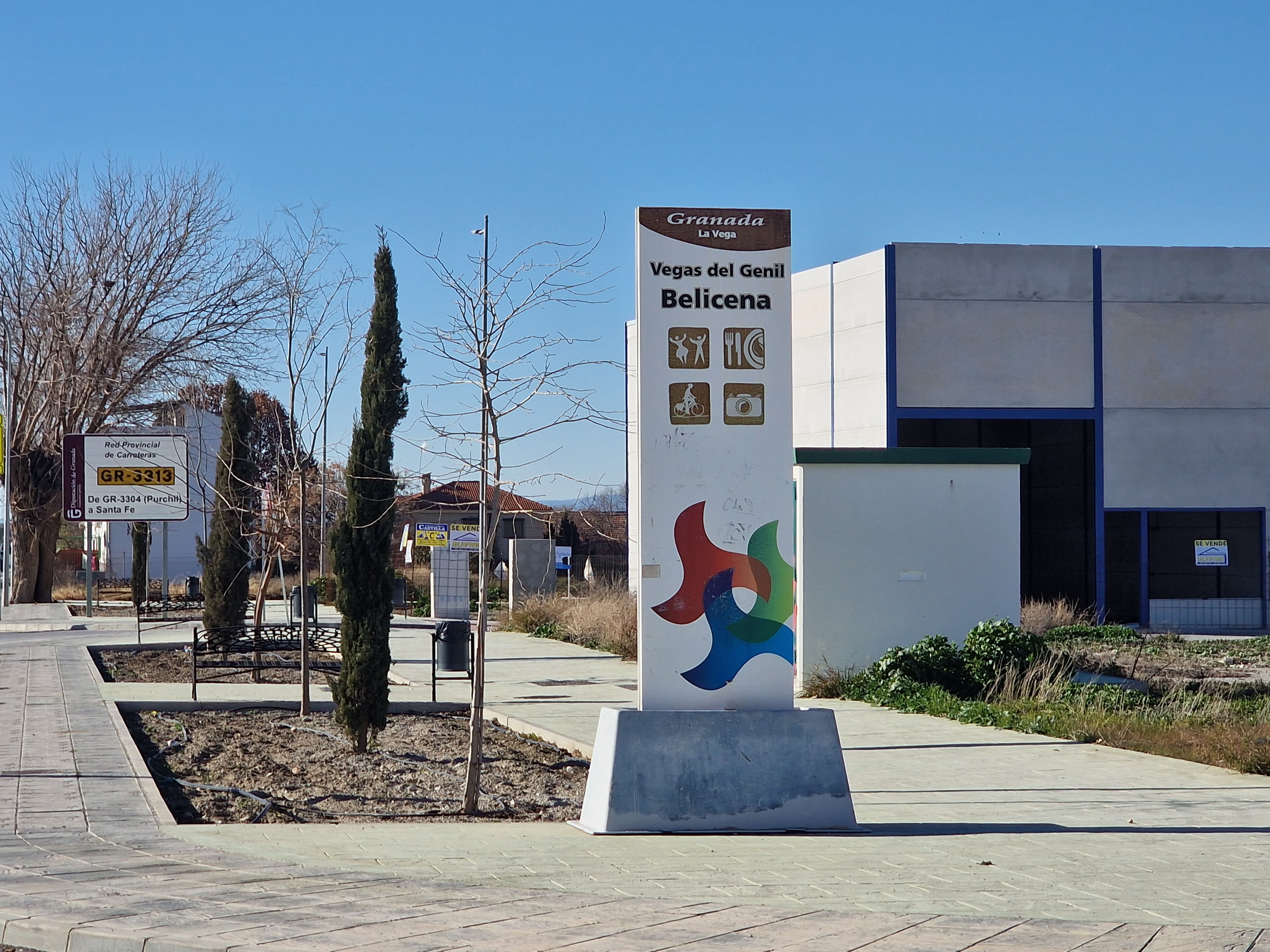
Entrada de Belicena por la carretera GR-3313 desde Purchil

Por este municipio metropolitano pasa la Segunda Circunvalación de Granada, tramo de la autovía A-44 que fue puesto en servicio en diciembre de 2020.
La Segunda Circunvalación parte desde Albolote y acaba en Alhendín sin necesidad de pasar por Granada capital, con el consiguiente alivio que supone para los vehículos que se dirigen desde Ciudad Real y Jaén a la costa mediterránea granadina.
También existen varias carreteras provinciales que conectan Vegas del Genil con Cúllar Vega (GR-3304), Granada capital (GR-3305), y Santa Fe (GR-3313).
Las principales vías del municipio son:
| Identificador | Denominación                   | Itinerario                 |
| ------------- | ------------------------------ | -------------------------- |
| A-44          | Autovía de Sierra Nevada       | Bailén - Motril            |
| A-385         | Carretera de La Malahá         | Santa Fe - Villa de Otura  |
| GR-3304       | De Armilla al Puente Los Vados | Armilla - Puente Los Vados |
| GR-3305       | De Granada a Vegas del Genil   | Granada - Purchil          |
| GR-3313       | De GR-3304 a Santa Fe          | Purchil - Santa Fe         |

Algunas distancias entre Purchil –capital de Vegas del Genil– y otras ciudades:
| Ciudades | Distancia (km) |
| -------- | -------------- |
| Santa Fe | 6              |
| Granada  | 7              |
| Jaén     | 95             |
| Almería  | 165            |
| Murcia   | 285            |

### Autobús
Vegas del Genil dispone de un servicio de autobús interurbano gestionado por el Consorcio de Transporte Metropolitano del Área de Granada:
- Línea 0150 (Granada - Cúllar Vega - Vegas del Genil por Ambroz)
- Línea 0154 (Granada - Vegas del Genil directo)[12]

## Servicios públicos

### Sanidad
El municipio cuenta con tres consultorios médicos de atención primaria situados uno en la plaza San Marcos s/n, de Belicena, otro en la calle Don Quijote de la Mancha n.º 1, de Ambroz, y el otro en la calle Selva Florida n.º 16, de Purchil, dependientes todos ellos del distrito sanitario Metropolitano de Granada. El servicio de urgencias está en el centro de salud de Churriana de la Vega y el área hospitalaria de referencia es el Hospital Universitario San Cecilio (el PTS) de Granada capital.

### Educación
Los centros educativos que hay en el municipio son:
| Denominación genérica                    | Nombre del centro                   | Naturaleza | Dirección                                          |
| ---------------------------------------- | ----------------------------------- | ---------- | -------------------------------------------------- |
| Colegio de educación infantil y primaria | CEIP La Almohada                    | Público    | C/ Escuelas, s/n (Belicena)                        |
| Centro de educación infantil             | CEI Baúl de Ilusiones               | Privado    | C/ Cauce del Río, 12 (Ambroz)                      |
| Centro de educación infantil             | CEI La Casita de Juguete            | Privado    | C/ Acacias, 16 (Belicena)                          |
| Centro de educación infantil             | CEI La Guarde                       | Privado    | C/ Ángel Ganivet, 3. Loc. 2 (Belicena)             |
| Colegio de educación infantil y primaria | CEIP Nuestra Señora de los Remedios | Público    | C/ Virgen de los Remedios, 5 (Ambroz)              |
| Centro de educación infantil             | CEI Patucos                         | Privado    | Av. del Mediterráneo, 190 (Casas Bajas)            |
| Escuela infantil                         | EI Los Pitufos                      | Público    | C/ París, 3 (Purchil)                              |
| Centro de educación infantil             | CEI Sueños                          | Privado    | C/ Virgen de los Remedios, 31. Loc. 6 y 8 (Ambroz) |
| Colegio de educación infantil y primaria | CEIP Virgen de los Dolores          | Público    | C/ Colegios, 2 (Purchil)                           |

## Cultura

### Fiestas
Entre las fiestas más importantes de Vegas del Genil destaca el 2 de enero, día de la Toma, cuando se celebra en Belicena el Día de las Merendicas. También en Ambroz y Purchil tiene lugar la celebración del Jueves Lardero —jueves previo al Miércoles de Ceniza—, como jornada popular en el campo.

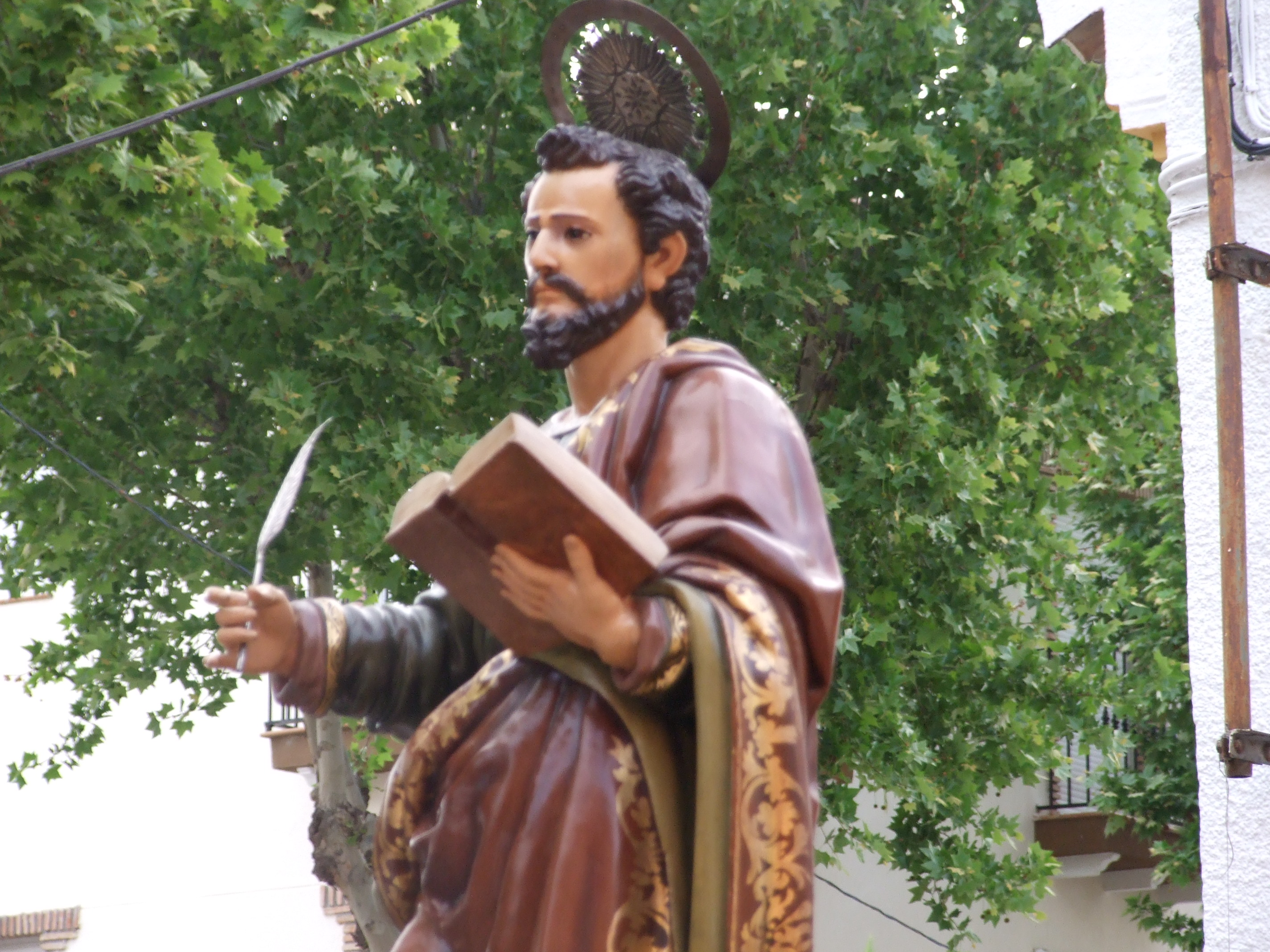
La imagen de San Marcos, patrón de Belicena, en procesión por las calles de la localidad

El fin de semana más próximo al 25 de abril son las fiestas de San Marcos, patrón de Belicena. Por la mañana se saca en procesión la denominada letanía, con las imágenes de San Marcos y San Sebastián. Al mediodía, tras la misa mayor, se celebra el típico refresco. Y por la noche se procesiona el Cristo de la Misericordia y la Virgen del Rosario.
Los Viernes de Dolores se celebran la fiesta de la patrona de Purchil, que procesiona por sus calles junto a Nuestro Padre Jesús Nazareno.
Las fiestas de la Virgen de los Remedios tienen lugar en octubre en honor a la patrona de Ambroz, que procesiona por sus calles junto a San José.
En el mes junio se celebra la feria de Vegas del Genil.

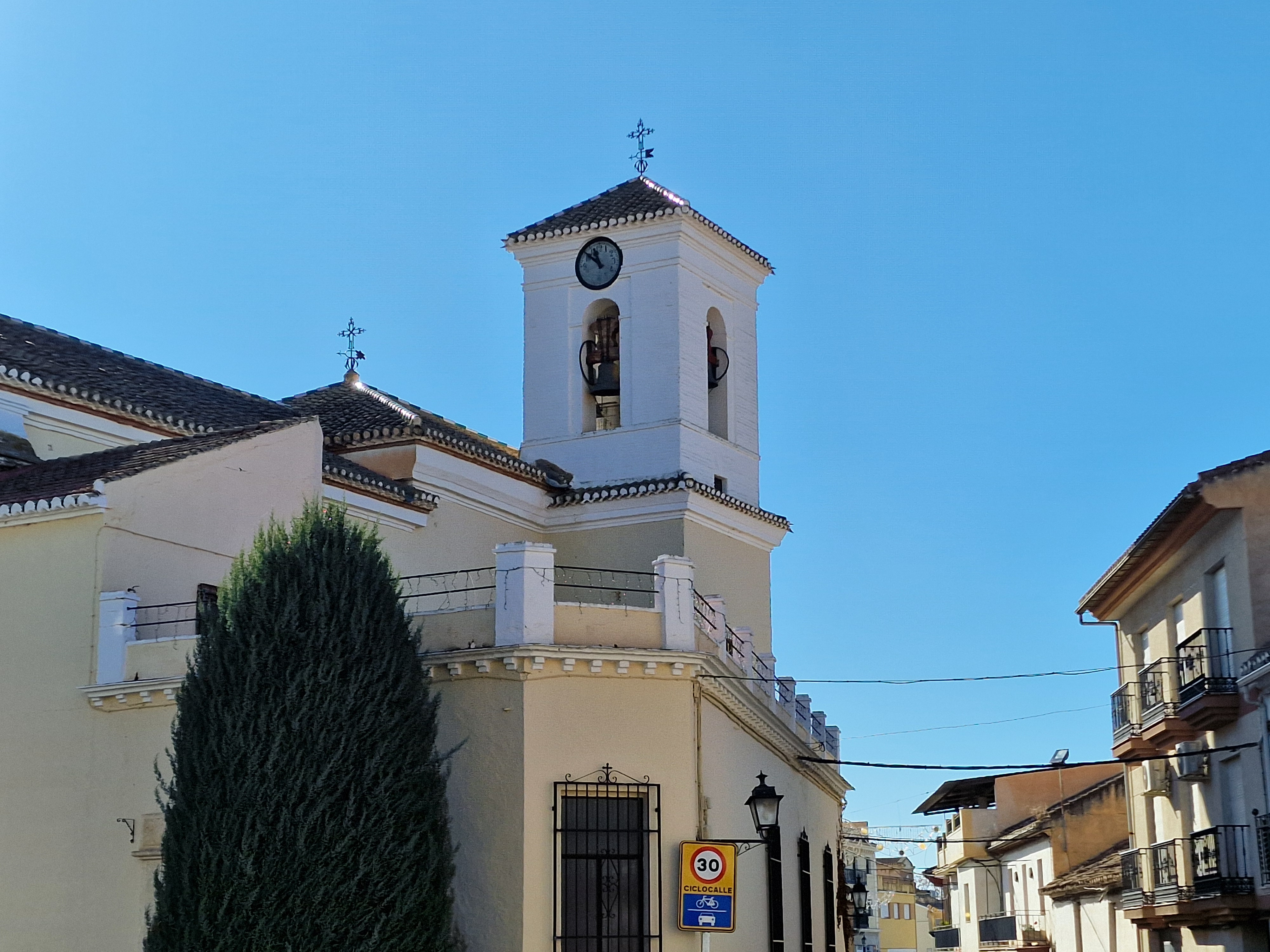
Iglesia parroquial de San José, en Purchil

Por último, cada 1 de noviembre por la tarde, víspera de la fiesta de Todos los Santos, tiene lugar la Solemne Procesión de las Ánimas organizada por la Muy Antigua Hermandad del Santísimo Sacramento y Ánimas de Belicena,fundada en 1580, en la que se procesiona al Cristo de la Misericordia, una talla que data de finales del siglo XV.

### Gastronomía
Los platos vegueños más tradicionales son la olla de San Antón, las gachas picantes, los pimientos rellenos, el conejo al limón y la lechuga con miel negra. Entre los postres, destacan los roscos de San Antón, flores en dulce, los huevos moles, los huevos en gloria o la leche frita.

## Hermanamientos
- Ouagadou, Mali